# Dornier Do 328
Dornier 328 — пассажирский ближнемагистральный турбовинтовой самолёт. Первоначально производился компанией Dornier Luftfahrt GmbH, которая в 1996 году была поглощена Fairchild Aircraft. Новая авиастроительная компания Fairchild-Dornier производила самолёты семейства 328 в Оберпфаффенхофене, Германия, продавала через своё представительство в Сан-Антонио, США, и занималась поддержкой самолётов этого модельного ряда в обоих местах. 328 Support Services GmbH является обладателем сертификата типа этого самолёта с июня 2006 года.

## Разработка и развитие
Программа 328 (или Do 328) была начата ещё тогда, когда Dornier ещё являлся собственностью Deutsche Aerospace. Первый полёт Do 328 совершил 6 декабря 1991 года, в коммерческую эксплуатацию самолёт поступил в 1993 году. Новый фюзеляж 328 позволял разместить пассажирские сидения по 3 в ряд с возможностью конфигурации по 4 в ряд. Вместе со сверхкритическим профилем крыла, унаследованного от Do 228, Do 328 получил превосходные взлётные и крейсерские характеристики. Тем не менее, Do 328 появился на рынке одновременно с другими моделями турбовинтовых самолётов, кроме того, в начале 1990-х годов возросла конкуренция со стороны новых региональных реактивных самолётов.
В 2005 году Австралийская служба безопасности побережья (AMSA) объявила о контракте на самолёт для службы поиска и спасения (SAR), обладающей большой дальностью полёта и могущий эксплуатироваться в условиях Австралии. Пять 328—100 были переданы с 2006 по февраль 2007 года и начали службу на побережье Австралии. Эти самолёты были оборудованы новой электроникой в немецкой компании Aerodata AG, в комплект вошли; радар Israel Aerospace Industries ELTA EL/M 2022A, FSI Star SAFire III Forward Looking Infra Red (FLIR), Direction Finder и ARGON ST Infra Red/Ultra Violet scanner.

## Варианты
- 328-100 — Первая версия 328.

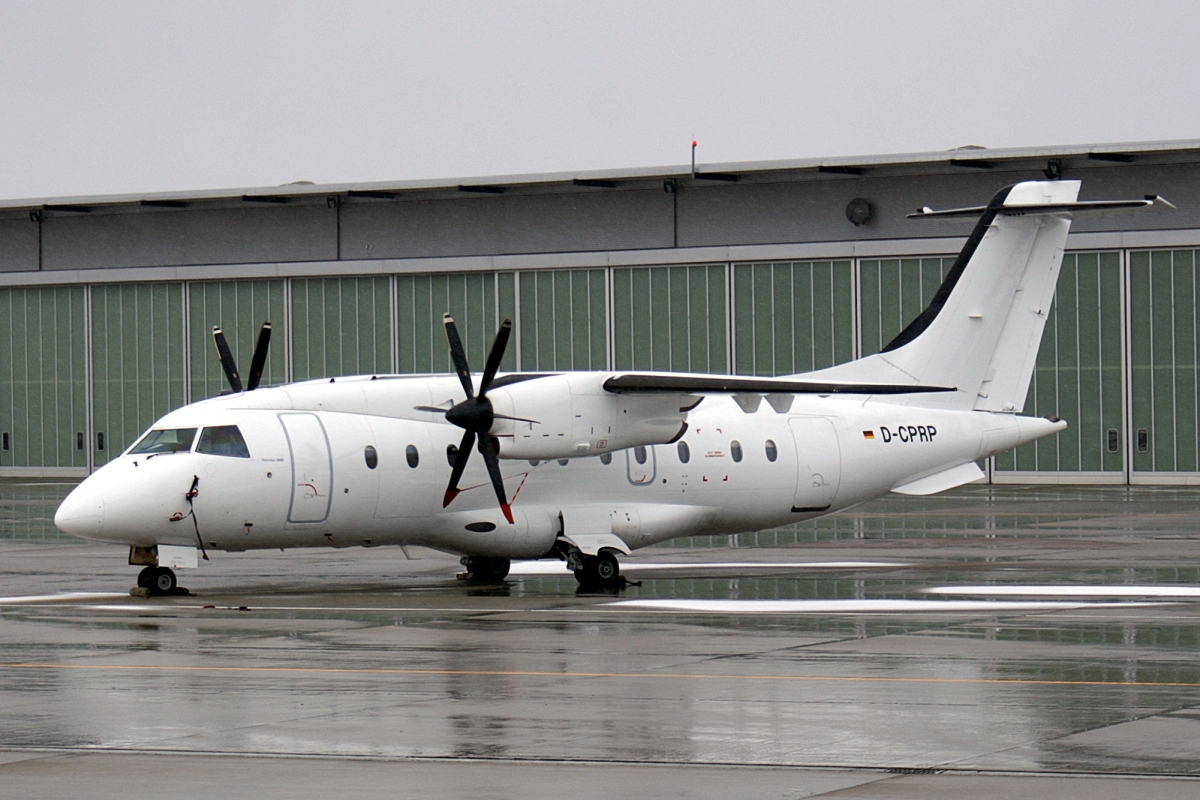
328-100

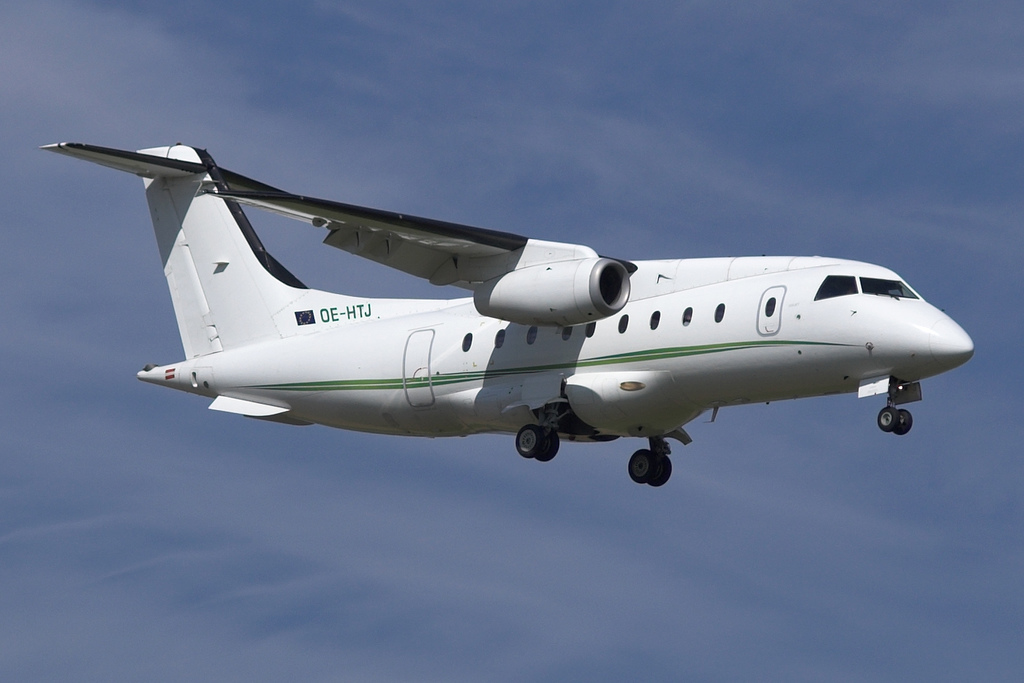
328Jet авиакомпании Tyrolean Jet Services

- 328-110 — Стандартный 328 с увеличенными дальностью и взлётным весом
- 328-120 — 328 с возможностью короткого взлёта и посадки.
- 328-130 —
- 328JET — c турбовентиляторным двигателем, бывший 328-300.
- C-146A «Wolfhound» — самолёт для Сил специальных операций США. Предназначен для выполнения транспортных и медико-эвакуационных задач.

## Операторы
По состоянию на 2023 год, эксплуатируются 92 самолёта Dornier Do 328 различных модификаций, ещё 12 находятся на хранении. 

### Гражданские операторы
Германия
- Медицинские службы
- Aero-Dienst
- Deutsche Aircraft
- Luxaviation Germany
- MHS Aviation
- Private Wings
- Rhein-Neckar Air

 Великобритания
- British Airways

 Дания
- JoinJet
- SUN-AIR of Scandinavia

 Индонезия
- Trigana Air Service

 Исландия
- Eagle Air Iceland

 Канада
- Central Mountain Air

 Нигерия
- DANA - Dornier Aviation Nigeria Aiep

 Нидерланды
- Easp Air

 Судан
- Kush Aviation

 США
- 4-Horn Investments
- Advanced Air
- Bay Aeroservices
- Denver Air Connection
- Jetran
- Key Lime Air
- Mirada Management Group
- Ultimate Jetcharters

 Филиппины
- Platinum Skies Aviation
- Royal Star Aviation

 Чад
- République du Tchad

 ЮАР
- Avex Air Transport
- Sishen Iron Ore Company
- Swift Flite

 ООН
- Гуманитарная воздушная служба Организации Объединенных Наций

### Военные операторы
Австралия
- Австралийская служба безопасности побережья.

 Ботсвана
- Авиакрыло сил самообороны Ботсваны

 Мексика
- Национальная Гвардия Мексики

 США
- Силы специальных операций ВВС США (524 эскадрилья 27 авиакрыла специальных операций)[8]
- ВВС США

## Спецификация (Dornier 328—110)

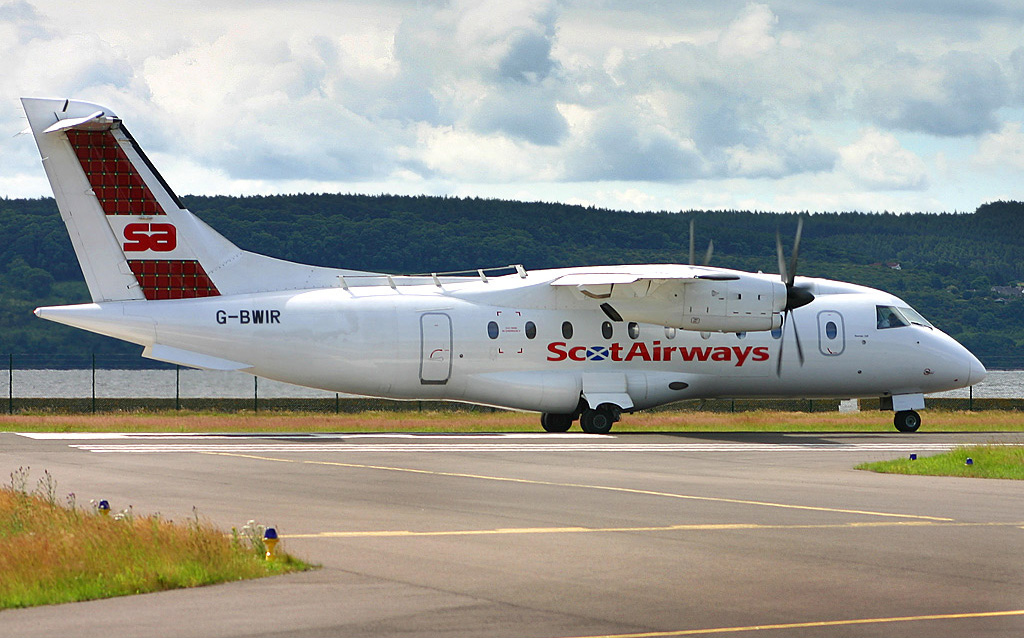
Dornier 328—110 авиакомпании ScotAirways в аэропорту Данди, Шотландия

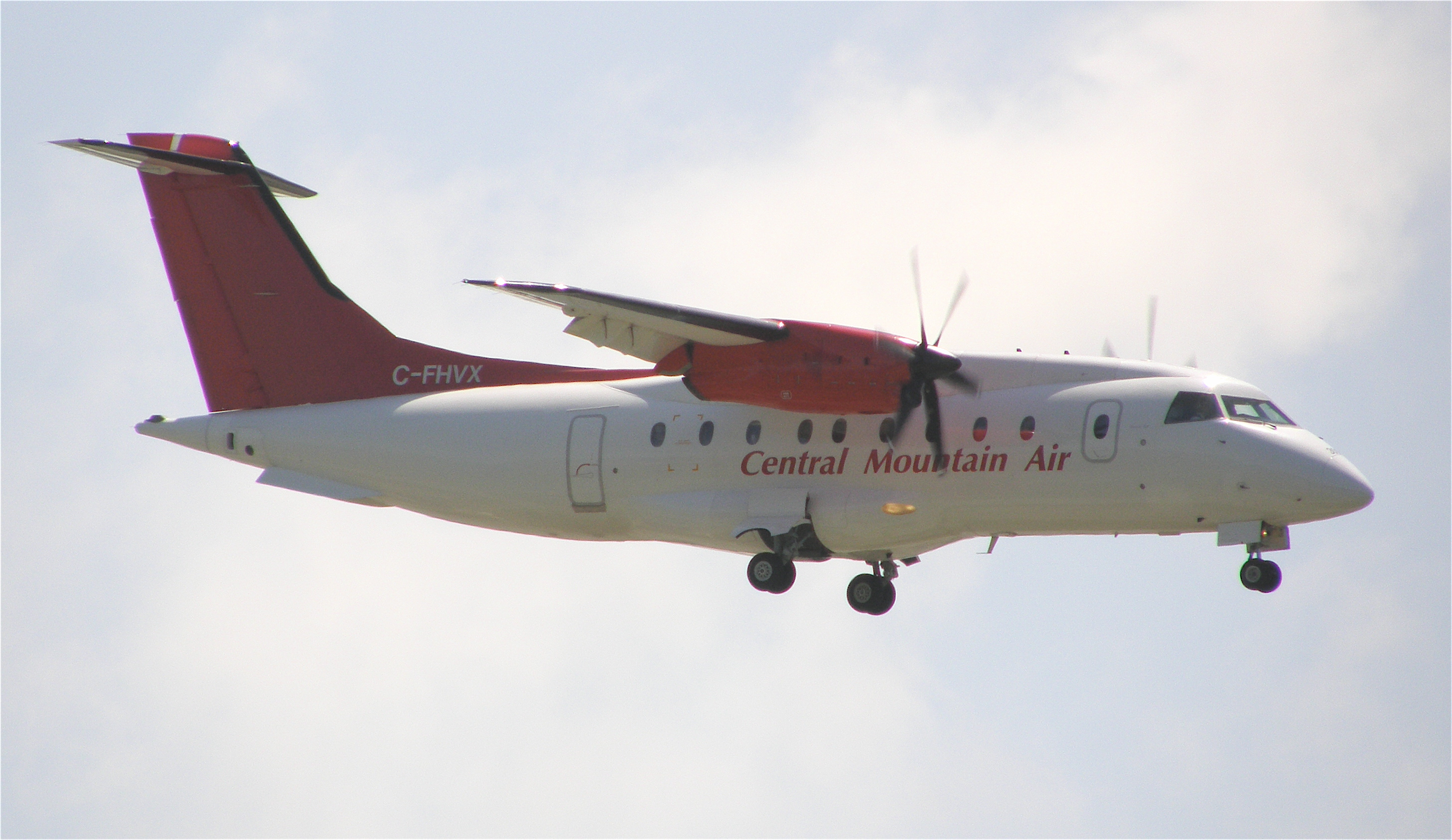
Dornier 328—100 авиакомпании Central Mountain Air на подлёте к Международному аэропорту Ванкувера

Основные характеристики
- Экипаж: Три (2 пилота, 1 бортпроводник)
- Пассажиры: от 30 до 33 (14 в конфигурации только первого класса) пассажиров
- Длина: 21.11 м (69 футов 7 дюймов)
- Размах крыла: 20.98 м (68 футов 10 дюймов)
- Высота: 7,24 м (23 фута 9 дюймов)
- Площадь крыла: 40 м² (431 фут²)
- Масса пустого: 8920 кг (19 670 lb)
- Грузоподъёмность: 3450 кг (7606 lb)
- Максимальная взлётная масса: 13 990 кг (30 840 lb)

 Лётные характеристики 
- Максимальная скорость: 620 км/ч (335 узлов, 385 mph)
- Практическая дальность: 1850 км (1000 nm, 1150 mi)
- Практический потолок: 9455 м (31 020 футов)

Авионика

Honeywell PRIMUS 2000

## Аварии и катастрофы
По данным сайта Aviation Safety Network, по состоянию на 16 января 2020 года в общей сложности в результате катастроф и серьёзных аварий были потеряны 6 самолётов Dornier Do 328. Самолёт пытались угнать 1 раз. Всего в этих происшествиях погибли 4 человека.
| Дата       | Бортовой номер | Место катастрофы | Жертвы | Краткое описание                                                                                           |
| ---------- | -------------- | ---------------- | ------ | --- |
| 25.02.1999 | D-CPRR         | Генуя            | 4/31   | Заходил на посадку при сильном ветре, выкатился за пределы взлётно-посадочной полосы в море и затонул.     |
| 30.01.2001 | FAC-1165       | Богота           | 0/30   | Самолёт был захвачен на земле. Пассажирам удалось нейтрализовать угонщика. Самолёт повреждений не получил. |
| 02.12.2001 | D-CATS         | Бремен           | 0/4    | При посадке самолёт развернуло и он сошёл с полосы.                                                        |
| 19.03.2008 | D-CTOB         | Мангейм          | 0/27   | Выкатился за пределы взлётно-посадочной полосы и получил серьёзные повреждения.                            |
| 27.06.2008 | N457PS         | Сан-Маркос       | 0/0    | Сгорел в ангаре.                                                                                           |
| 06.11.2008 | PK-TXL         | Факфак           | 0/36   | Самолёт получил серьёзные повреждения при жёсткой посадке.                                                 |
| 12.01.2015 | D-CIRD         | Гамбург          | 0/н.д. | Самолёт получил серьёзные повреждения на стоянке.                                                          |